# Magno Alves
Magno Alves de Araújo, genannt Magno Alves, (* 13. Januar 1976 in Aporá, BA) ist ein ehemaliger brasilianischer Fußballspieler.

## Karriere
Magno Alves spielte in seiner Karriere in Brasilien, Südkorea, Japan, den Vereinigten Arabischen Emiraten und Katar. Seine größten Erfolge waren der Japanische Fußball-Supercup sowie die Erlangung des Titels eines Torschützenkönigs in verschiedenen Ländern.
Auch für 2020 unterzeichnete Alves im Dezember 2019 wieder einen Vertrag beim unterklassigen Alagoinhas AC. Mit dem Klub erreichte er das Finale der Staatsmeisterschaft von Bahia, in der Klub im Rückspiel dem EC Bahia im Elfmeterschießen mit 6:7 unterlag. Danach ging in die Série A2 der Staatsmeisterschaft zum Barcelona FC aus Ilhéus.
Am 22. Januar 2021 gab der Caucaia EC bekannt mit dem mittlerweile 45-jährigem Alves. Der Vertrag erhielt eine Laufzeit bis zum Ender der Staatsmeisterschaft von Ceará 2021. Im März beendete der Klub die Verbindung wieder.

## Erfolge
Fluminense
- Staatsmeisterschaft von Rio de Janeiro: 2002
- Primeira Liga do Brasil: 2016

Gamba Osaka
- Japanischer Fußball-Supercup: 2007

Ceará
- Staatsmeisterschaft von Ceará: 2013, 2014, 2017
- Copa do Nordeste: 2015

Atlético Alagoinhas
- Staatsmeisterschaft von Bahia Vize-Meister: 2020

## Auszeichnungen
- Japanischer Torschützenkönig: 2006
- AFC Champions League Torschützenkönig: 2006
- Katarischer Torschützenkönig: 2008/09
- Torschützenkönig Copa do Nordeste: 2014
- Torschützenkönig Série B: 2014
- Prêmio Arthur Friedenreich: 2015